# Joana Lluïsa Mascaró
Joana Lluïsa Mascaró Melià (ur. 4 lipca 1959 w Alaior na Minorce) – balearska polityk i samorządowiec, od 2006 przewodnicząca Socjalistycznej Partii Majorki.

## Życiorys
W 1986 wstąpiła do PSM. W 2000 weszła w skład Komitetu Wykonawczego, była sekretarzem ds. zabezpieczenia społecznego oraz zdrowia. Od maja 2006 pełni obowiązki przewodniczącej partii.
W 1995 została radną w Urzędzie Miejskim Llucmajor. Od 1999 była rzecznikiem grupy PSM w Radzie Miasta. W latach 1999–2003 sprawowała funkcję dyrektora ds. innowacji w Ministerstwie Oświaty i Kultury Wysp Balearskich. W 2004 próbowała swych sił jako kandydatka PSM do Parlamentu Europejskiego z listy Europy Narodów. Od 2003 do 2007 zasiadała w Parlamencie Regionalnym Wysp z ramienia PSM–EN (od października 2006 rzecznik Klubu Poselskiego).
W 2007 kandydowała na przewodniczącą Rady Wyspiarskiej Majorki oraz na burmistrza (batlessę) Llucmajor.